# La Venta, Oaxaca
La Venta är en ort i Mexiko.   Den ligger i kommunen San Andrés Paxtlán och delstaten Oaxaca, i den sydöstra delen av landet, 500 km sydost om huvudstaden Mexico City. La Venta ligger 2 355 meter över havet och antalet invånare är 468.
Terrängen runt La Venta är kuperad österut, men västerut är den bergig. Runt La Venta är det glesbefolkat, med 18 invånare per kvadratkilometer. Närmaste större samhälle är Miahuatlán de Porfirio Díaz, 17,3 km nordväst om La Venta. I omgivningarna runt La Venta växer i huvudsak blandskog.